# نملاوات محاربة
النملاوات المحاربة (الاسم العلمي:Dorylinae) هي فُصَيْلَة من الحشرات تتبع فصيلة النمل من رتبة غشائيات الأجنحة.

## التصنيف
- النملاوية المحاربة
  - النمل المحارب